# Ильинка (Ачинский район)
Ильинка — деревня в Ачинском районе Красноярского края России. Входит в состав Малиновского сельсовета. Находится на правом берегу реки Салырка, примерно в 6 км к востоку от районного центра, города Ачинск, на высоте 271 метра над уровнем моря.

## Население
| 2010 |
| ---- |
| 55   |

Гендерный состав
По данным Всероссийской переписи населения 2010 года 30 мужчин и 25 женщин из 55 чел.
При проведении переписи 2002 года население деревни учитывалось в составе села Малиновка.

## Улицы
Уличная сеть деревни состоит из 3 улиц.